# クラブきっず事件
クラブきっず事件（クラブきっずじけん）は、東京都羽村市の公立小学校で教諭として勤務していた男（逮捕当時33歳）が多数の児童を盗撮し、また個人的に収集していた死体の写真を「クラブきっず」と題する個人のサイト（閉鎖）で公開していた事件。

## 概要
男は東京都教育委員会に小学校教諭として採用され、2000年に小笠原村の小学校へ赴任するが、この頃より児童の着替えを盗撮するようになった。また、同時期に「クラブきっず」と題する個人サイトを開設し、主に交通事故や犯罪に巻き込まれて死亡した児童の写真を掲載していたが、その写真の多くは遺族が開設していたサイトから盗用したもので、写真には男のコメントが添えられていた。また、2004年12月26日のスマトラ島沖地震で津波が発生し多数の死傷者が出た際には現地へ赴き、そこでも死体を撮影してサイトに掲載していた。
2006年に入り、複数人の遺族に対して、写真が掲載されたサイトの存在を匿名で知らせるメールが送り付けられ、問題が表面化。これとは別に、2000年11月に岩手県二戸市で発生した、軽トラックが登校中の小学生の列に突っ込んで1名が死亡した事故の現場写真が、岩手日報のニュースサイトから無断転載したものであることが、外部から岩手日報社への通報で発覚している。
2006年6月14日、愛知県警は著作権法違反容疑で男の事情聴取を行うと共に、自宅や勤務先である羽村市の小学校を家宅捜索。6月15日、男が学校に報告し、羽村市教委は校長に事情を聴くよう指示。男は著作権法違反容疑を認めた上で個人サイトにおける「転載」について説明した。説明を受けて、羽村市教委は「処分するほどではない」と判断。愛知県警から任意聴取を受けた後の9月5日に再び事情を聴いた際も、男から個人サイトに掲載されている内容などを詳しく聴取することなく、そのまま男を小学校に勤務させ続けた。
2006年8月、愛知県名古屋市在住の遺族が、開設していたサイトの写真を無断転載した著作権法違反容疑で男を愛知県警に告訴。これを受けて愛知県警は9月に男を同容疑で書類送検した。男は書類送検後も上述の通り引き続き小学校で勤務していたが、羽村市教委が報道機関から取材を受けた東京都教育委員会などの連絡で、男の個人サイトに交通事故被害者らを中傷した内容が掲載されていることを知ったため、2006年12月1日、羽村市教委は男に自宅謹慎を命じた。
2006年12月4日、複数の遺族が共同で著作権法違反・侮辱（刑法231条）・児童ポルノ禁止法違反の各容疑で警視庁に告訴状及び告発状を提出した。
2007年2月7日、警視庁少年育成課は男を児童買春・ポルノ禁止法違反（児童ポルノ頒布）の容疑で逮捕。これを受けて東京都教育委員会は3月19日付で男を懲戒免職処分とした。
取り調べでは、遺族に匿名でサイトの存在を知らせるメールを送り付けていたのが、男の自作自演であったことが判明すると共に2005年、サイトの閲覧者に児童ポルノ画像を提供していたことも明らかになった。

## 裁判
2007年5月23日、東京地裁で初公判が開かれ、男は起訴事実を全面的に認めた。
冒頭陳述で検察側は男が子どもや子どもの遺体の写真に性的興奮を覚える性格と指摘。
同日の被告人質問で、男は中学生になる前後、その性格を自覚するようになったと説明。しかし、それは社会的には理解されないと考え「認められていないという閉塞感があった」と述べた。個人サイトを開設した理由については「自分と同じ性質の存在を確認して、孤独感を和らげたかった」と説明した。
2007年7月5日、東京地裁は男に対し懲役2年6月・執行猶予5年の有罪判決を言い渡した。男側は控訴せず判決が確定した。

## その後
判決確定後、男は大型二種免許を取得してトラック運転手に転職した。ところが、2008年6月3日に世田谷区の小学校グラウンド内へ侵入して児童を盗撮していた所を、保護者を識別するリボンを身に付けていないことを不審に思った職員に発見され、建造物侵入容疑で現行犯逮捕された。取り調べにより、執行猶予期間中にもかかわらず、これ以外にも2度に渡り小学校へ侵入し、盗撮を繰り返していたことも発覚した。
2008年12月15日、東京地裁は執行猶予中の犯行であることを重く見て、懲役10ヶ月の実刑判決を言い渡した。

## その他
男の父は神奈川県警本部長時代の神奈川県警覚醒剤使用警官隠蔽事件で犯人隠匿罪で立件され、2000年5月29日に横浜地裁で有罪判決を受けている。